# 히트맨 3
《히트맨 3》(Hitman 3)는 IO 인터랙티브가 제작한 2021년 잠입 게임이다. 《히트맨》 시리즈의 여덟 번째 본편으로, 2018년작 《히트맨 2》의 후속작이자 〈암살의 세계〉 삼부작의 완결편이다. 마이크로소프트 윈도우, 플레이스테이션 4, 플레이스테이션 5, 엑스박스 원, 엑스박스 시리즈 X/S, 구글 스테이디어 및 닌텐도 스위치(클라우드 게임 전용)로 개발돼 2021년 1월 20일 출시됐다.
2016년작 《히트맨》에서 시작된 이야기를 마무리하는 작품으로 암살자 에이전트 47와 그의 동료들이 세계를 조종하며 47의 출생에 관여한 그림자정부 '프로비던스'를 추적하는 내용을 담았다. 전작처럼 6개의 레벨을 수록했으며 그 중 5개는 플레이어가 자유롭게 암살기회를 노려 임무를 수행하는 샌드박스 구조로 돼있다.
발매 당시 6종의 지역(두바이, 다트무어, 베를린, 충칭, 멘도사 및 카르파티아산맥)이 수록됐다. 출시 이후 업데이트를 통해 새 지역 안다만해이 추가됐다. 《히트맨 3》은 전작과는 다르게 서사에 집중하는 것으로 개발방향을 잡았으며 이에 따라 좀더 진지하고 성숙한 분위기로 각본을 갖췄다. 개발진은 지난 몇 년간의 《히트맨》 개발경험을 발판삼아 이전에 시도하지 못했던 게임 디자인을 적용했는데, 대표적으로 다트무어에서 살인수사 범죄물 이야기로 암살기회를 구성한 것이 있다. 그 외 키패드같은 《히트맨 3》의 신기능들은 몰입형 시뮬레이션 게임들에서 영감을 받았다.
《히트맨 3》는 IO 인터랙티브가 독립 후 처음으로 자가배급한 비디오 게임이다. 출시 당시 레벨 디자인, 분위기, 잠입 역학과 47의 이야기 등으로 긍정적인 평가를 받았다. 일부 언론은 《히트맨 3》 를 시리즈 최고의 작품이자 최상의 잠입 게임이라 칭찬했다. 판매량측에서도 《히트맨 3》는 성공을 거뒀으며 개발사는 여러 다운로드 가능 콘텐츠와 무료 업데이트로 게임 내 새로운 기능, 지역 및 게임 모드를 추가했다. 2023년 1월, 제목을 《히트맨: 암살의 세계》로 개명하며 전작 《히트맨》 및 《히트맨 2》를 구입자 전원에게 무료로 제공했으며 로그라이크 형태의 게임 모드 '프리랜서'를 도입했다.

## 평가
《히트맨 3》는 리뷰 애그리게이터 메타크리틱에 따르면 대체적으로 호의적인 평가를 받았다.

## 미래
IO 인터랙티브와 수행한 다양한 인터뷰에서 이들은 히트맨 3가 월드 오브 어쌔신 3부작의 마지막 게임이라고 하더라도 시리즈에서의 마지막 게임을 아닐 것임을 확인하였다.

## 참조

### 주해
1. ↑  영어: Hitman: World of Assassination